# متحور لامدا
متحور لامدا (بالإنجليزية: Lambda variant)‏ واسمه الكامل سارس-كوف-2 متحور لامدا (بالإنجليزية: SARS-CoV-2 Lambda variant)‏ ويُعرف باسم التسلسل سي 37 (بالإنجليزية: Lineage C.37)‏؛ أحد تحورات فيروس كورونا المرتبط بالمتلازمة التنفسية الحادة الشديدة النوع 2، الفيروس المسبب لمرض فيروس كورونا 2019. اكتُشف هذا المتحوّر للمرة الأولى في شهر أغسطس 2020 في البيرو. سجّل متحور لامدا حتى الآن انتشارًا في أكثر من 30 دولة على الأقل في جميع أنحاء العالم، وتشير التقارير إلى أنه قد يكون أكثر مقاومة للقاحات كورونا مقارنة بغيره من المتحورات، وأنه أكثر عدوى من متحور ألفا ومتحور غاما.

## اسمه
كان «متحور لامدا» يعرف باسم «متحور سي 37» (بالإنجليزية: C.37)‏ أو «التسلسل سي 37» (بالإنجليزية: Lineage C.37)‏، إلى أن أعيدت تسميته في 14 يونيو 2021، بموجب نظام تسمية جديد أقر في 31 مايو 2021 من قبل منظمة الصحة العالمية، التي أطلقت على متحورات كورونا أسماءً مماثلة بالاعتماد على أسماء أحرف الأبجدية اليونانية، وهدفت من ذلك تجنيب البلدان التي تظهر فيها متحورات كورونا لأول مرة مضار نسبة المتحور إليها بعد أن شاعت الأسماء المنسوبة جغرافيًّا في وسائل الإعلام للمتحورات الخمسة الأكثر انتشارًا عالميًّا، والمُصنفة ما بين متحورات قيد المراقبة والتحقيق أو مثيرة للانتباه أو مثيرة للقلق، مثل: المتحور البريطاني، المتحور الجنوب أفريقي، المتحور البرازيلي، المتحور النيويوركي، والمتحور الهندي، وهو ما دفع «وزارة الإلكترونيات والإعلام الهندية» أن تصدر تعميمًا يحظر ويُجرم تداول الاسم، بداعي «مكافحة نشر المعلومات الكاذبة التي تضر بسمعة البلاد». جاء في بيان «منظمة الصحة العالمية» أنها اعتمدت هذا النظام بعد استشارة الخبراء الذين أجمعوا على وضع أسماء جديدة، «تكون أسهل وأكثر عملية لمناقشتها من قبل الجماهير غير العلمية».

## تاريخ
تم اكتشاف العينات الأولى من مُتحور لامبدا في بيرو في أغسطس 2020، وبحلول أبريل 2021، كانت أكثر من ثمانين بالمائة من حالات كوفيد 19 الجديدة في بيرو من هذا المتحور الجديد.
بحلول يونيو 2021، بدأ متحور لامبدا في الانتشار عبر أمريكا الجنوبية، وتم اكتشافه في تسعة وعشرين دولة في المجموع، خاصة في الأرجنتين وتشيلي والإكوادور. صنّفت منظمة الصحة العالمية متحور لامبدا على أنه «تحور مثير للاهتمام» في 14 يونيو 2021. في منتصف يونيو 2021، كانت 90.6٪ من حالات كوفيد 19 الجديدة في أريكيبا و 78.1٪ من الحالات الجديدة في كوسكو هي من متحور لامبدا وفقًا لوزارة الصحة البيروفية.